# Katherine Dudley
Katherine Hastings (nacida  Dudley), condesa de Huntingdon (c. 1538 o 1543/5 – 14 de agosto de 1620) fue una noble inglesa. Fue la hija menor de John Dudley, I duque de Northumberland y su mujer, Jane Guildford. Fue hermana de Guilford Dudley, consorte de Juana Grey, y Robert Dudley, favorito de Isabel I. Katherine Dudley fue prometida o casada el 25 de mayo de 1553, a una edad muy joven, con Henry Hastings, heredero de Francis Hastings, II conde de Huntingdon. En enero de 1555, su madre testó señalando que Katherine era menor de los doce años. Esto implicaba que, según una cláusula de su contrato matrimonial, el matrimonio podía ser disuelto si uno de los contrayentes rechazaba al otro.
El matrimonio fue consumado en 1559 o antes. En 1560, su esposo heredó el título de conde de Huntingdon. No tuvieron hijos, aunque Katherine pudo sufrir un aborto en la primavera de 1566. Vivió muchos años entre las Tierras Medias y Yorkshire, dedicada a la educación de muchachas nobles. Entre estas protegidas estuvieron la autora Margaret Hoby y las hijastras de su hermano Robert, Penelope y Dorothy Devereux. Tanto ella como su marido eran protestantes y convencidos luteranos. Tras enviudar en 1595, se trasladó a la corte, dónde se convirtió en íntima amiga de la reina. En su juventud, la reina había desconfiado de Katherine por la lealtad a su esposo y el parentesco de este con la Casa de Plantagenet. Katherine murió en Chelsea, Londres, el 14 de agosto de 1620. Fue enterrada junto a su madre en la Vieja Iglesia de Chelsea.

## Citas
1. 1 2  Cross 2008
2. 1 2 3 4  Adams 1995 p. 44
3. ↑  Freedman 1983 p. 31